# Seekriegsleitung
Seekriegsleitung (SKL) (ung. sjökrigsledningen) var överkommandot för Kaiserliche Marine och tyska Kriegsmarine under första respektive andra världskriget.

## Uppdrag
Organisationen ledde planeringen och utförandet av sjökrigföringen och fördelade sjöstridskrafterna. Under andra världskriget var dess ansvarsområde begränsat till utom-inhemska hav, där inte Marinegruppenkommandos hade den operativa ledningen. Också ubåtskriget leddes av en annan avdelning, Befehlshaber der U-Boote (BdU).

## Stabschef
Stabschef för Seekriegseitung under andra världskriget var:
- Oktober 1938 till 10 juni 1941: Amiral Otto Schniewind
- till 20 februari 1943: Amiral Kurt Fricke
- till krigsslutet: Amiral Wilhelm Meisel